# Língua venética

Distribuição aproximada das línguas durante a Idade do ferro na península Itálica – século VI a.C.

A língua venética foi uma língua indo-europeia falada na atual região italiana do Vêneto, por volta do século VI a.C. É um idioma extinto, não sendo mais falado. A língua vêneta, atualmente presente na região, não possui qualquer conexão com esse antigo idioma. Além da atual região italiana do Vêneto, a língua era falada em partes da atual Eslovênia, entre o delta do rio Pó e o sopé sul dos Alpes.
A língua é atestada por mais de 300 inscrições breves que datam desde o século VI até I a.C. Seus falantes eram referidos pelos romanos como sendo os antigos habitantes da atual região do Vêneto e pelos gregos chamados de Enetoi. A língua se extinguiu por volta do século I a.C. com a assimilação dos habitantes locais pela esfera romana. Inscrições dedicando ofertas para a deusa Reitia são uma das principais fontes de conhecimento da língua venética.

## Classificação

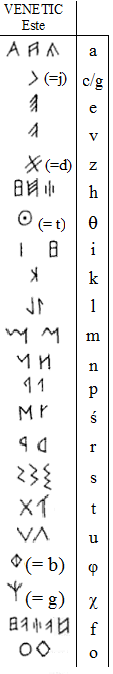
Alfabeto venético

O venético é uma língua dita centum (ramo europeu da línguas indo-europeias. As inscrições apresentam uma variante das antigas escritas itálicas, similares ao da língua etrusca.
A relação exata do venético com outros idiomas indo-europeus ainda está sendo investigada, mas a maioria dos estudiosos concorda que o venético e também a língua libúrnia estão mais próximas de línguas itálicas como o latim, o osco e o umbro. O venético pode ter relações próximas com as línguas ilírias faladas nos Balcãs ocidentais, embora essa teoria seja hoje bastante combatida. Lejeune tem estudado a real posição do venético entre as línguas indo-europeias.
.:p.163
Alguns aspectos similares com as línguas germânicas podem ser percebidos, em especial nas formas pronominais forms::p.708,882
Venético: ego = Eu, acusativo mego = me, mim
Gótico: 𐌹𐌺 (ik), acusativo 𐌼𐌹𐌺 (mik)
(Latim: ego, acusativo me)
Venético: sselboi sselboi = a si próprio
Alto-alemão antigo: selb selbo
(Latim: sibi ipsi)

## Características
O venético apresentava cerca de cinco ou seis casos para substantivos e quatro conjugações (como em latim).
São conhecidos cerca de 60 palavras, mas alguns são originários do latim (liber.tos. < libertus) ou do etrusco. Muitos mostram claras origens indo-europeias, tais como vhraterei < do PIE (Proto-indo-europeu) *bhraterei = para o irmão.

## Fonologia
Em venético, as oclusivas *bh, *dh and *gh se tornaram /f/, /f/ /h/, respectivamente, quando na posição inicial da palavra (como em latim e em osco-úmbro), mas em /b/, /d/ and /g/, respectivamente, em posição inicial inter-vogal (como latim). No venético, pelo menos os desenvolvimentos de *bh e *dh são claramente atestadas. Em faliscano e em osco-umbro, há internamente os /f/, /f/, /h.
Há claras indicações também dos desenvolvimentos do PIE *kʷ > kv, *gʷ- > w- e PIE *gʷʰ- > f- no venético, tendo as dua últimas situações paralelas com o latim; do mesmo modo a assimilação regressiva da sequência PIE *p...kʷ... > *kʷ...kʷ..., uma característica também encontrada no itálico e no céltico.